# 高丽大藏经
高丽大藏经（韓語：합천 해인사 대장경판），又称八萬大藏经（韓語：팔만대장경），是13世纪高丽王朝高宗用16年时间雕刻成的世界上最重要和最全面的大藏经之一。高丽大藏经为韩国第32号国宝。其保存地韩国海印寺为联合国教科文组织指定的世界遗产。
高丽大藏经共有1,496章，6,568卷，52,382,960個汉字，雕刻于81258块木板上。每块木板长24厘米，宽60厘米，高2.6至4.0厘米，重量在3到4公斤之間。高丽大藏经涵括北宋，契丹和高丽的大藏经版本，並有高麗高僧所添加的內容，对了解古代中国和契丹的大藏经具有很高的历史价值。
高麗大藏經在1962年被列入大韓民國國寶，並在2007年被列入聯合國教科文組織世界記憶名錄。

## 歷史

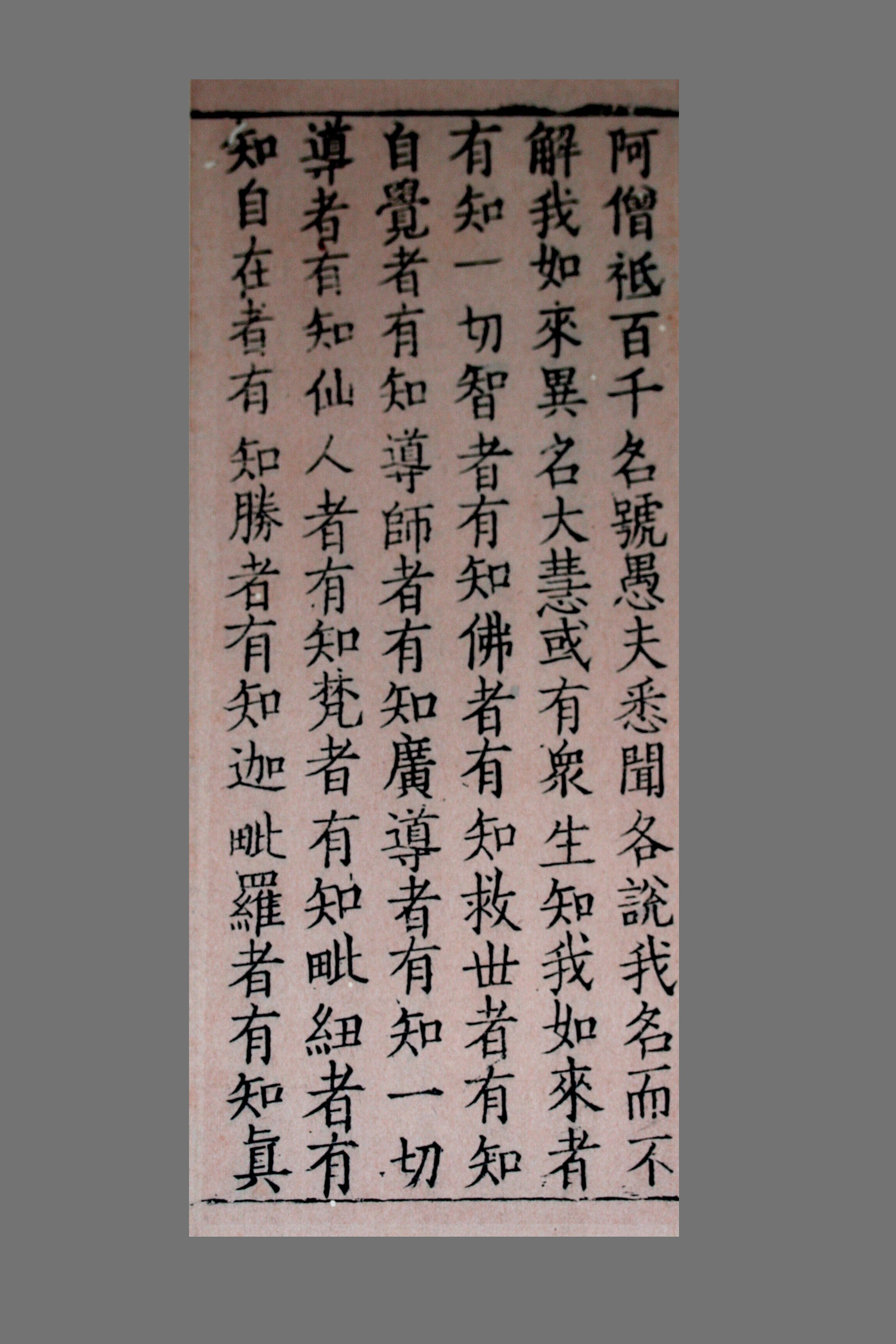
高麗大藏經第1371頁

高麗大藏經最早在1087年雕成，稱為初雕版。第一次雕刻高麗大藏經的工作始於1011年，即高麗與契丹之戰期間，並於1087年完成。. 而雕刻木塊的行為被認為是通過以佛教的幫助來實現財富收入的一種方式。 第一次高麗大藏經主要是建基於十世紀完成的北宋大藏經， 但是還有其他經文出版，如契丹大藏經，從而查明和調整高麗大藏經需要修改的項目。第一版本的高麗大藏經包含約6000卷。
在1232年，初雕版因為蒙古入侵高麗被大火燒燬，高麗也將首都從松都(今開城)搬到江華島。在其後30年間蒙古人不斷入侵高麗，雖然初雕版的分散部分仍然存在，但高麗高宗為了祈願能夠擊退蒙古軍，於高宗24年（1237年）再次雕造大藏經。於江都設立大藏都監，於晉州南海縣進行雕造，經16年，於高宗36年（1249年）完工， 得到崔瑀以及其兒子崔沆的支持， 雕刻過程涉及到善和教(선)學校的一眾僧侶。這個第二版通常被稱為再雕版高麗大藏經，即是現存的八萬大藏經。 在1398年，為躲避日本人入侵，將其移置於海印寺，放在一個包含四個建築物的建築群內，流傳至今。
根據罗伯特·巴斯维尔（Robert Buswell）的說法，認為高麗在大藏經上的花費和人力的消耗是巨大的，這可能與1960年代美國登月任務相當。 在這個大型項目中，有數千名學者和工匠被雇用。

## 評估
高麗大藏經是第32號大韓民國國寶 ，並且已經被教科文組織指定為世界遺產海印寺八萬大藏經的一部分。 教科文組織將高麗大藏經描述為「世界上最重要和最完整的佛教教義文本之一」。 刻雕工作不單是價值，而且具有美學價值，表現出高品質的作工精神。
海印寺是擺放大藏經的佛寺，其科學設計是值得注意的，因為其設計是以確保有最佳狀態，最好地保護這個木雕刻製品，而這些木塊在原始狀態下已經存在750多年。
高麗大藏經的歷史價值來自於它是佛教條約，法律和經文中最完整和最準確的收藏品。 韓國版的編輯人員將北宋的漢字，契丹和高麗版本加入了舊版，並補充了一眾韓國高僧撰寫的內容。 學者們可以從今天的韓文版本中了解到中國和日本三位一體的舊版本，當中木塊的良好品質要歸功於當時負責該國家項目的僧侶修治大師 他在韓文版撰寫過程中負責仔細監督任何錯誤。 修治完成高麗大藏經之後，發表了30卷的「附加記錄」，記錄了他在比較不同版本的大藏經時所發現的錯誤、冗餘和遺漏。 由於高麗大藏經的準確性，因此日本大正大藏經也建基於韓文版本。 但后来被日本学者亲口否定。中华大藏利用高丽藏弥补了其《金藏》失缺的部份文献。
高麗大藏經是日本佛教徒在江戶時代期間最令人垂涎三尺的產品之一。因為日本自1388年以來，一直沒有設法創建類似韓國的一個木塊大藏經，因而不斷要求從韓國收購韓國的高麗大藏經。 從室町時代開始，有45份完整的大藏經印刷品送到京都。 而日本現代大正新脩大藏經也是以高麗大藏經作為基礎。日本僧侣曾于朝鲜太宗时期入朝取正本，由于当时朝鲜排斥佛教，独尊儒学，因此曾得太宗允诺，但仍被朝鲜世宗婉拒。

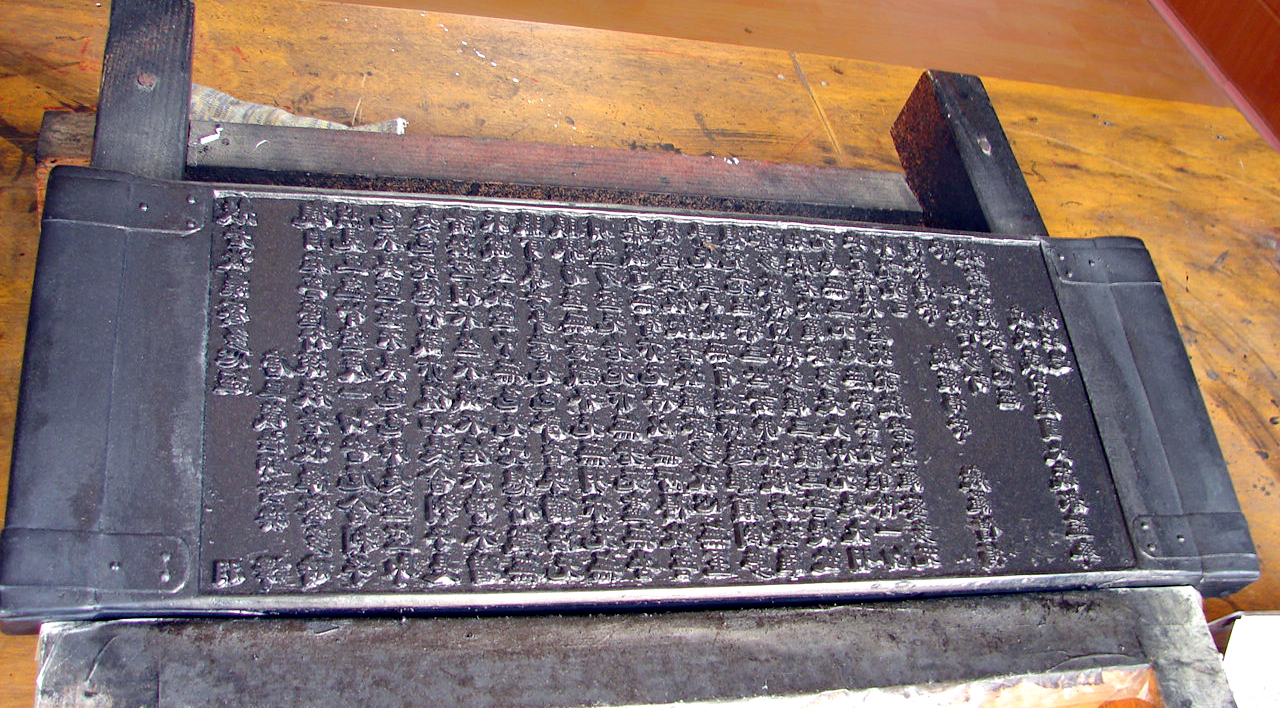
一個高麗大藏經木雕的副本，用於允許遊客在海印寺綜合場地上繪製木版畫。參見: 木雕圖片

每個木塊均由韓國南部的樺樹木所製成，並進行過以防止木材的腐爛的相關處理。首先將木塊在海水中浸泡三年，然後進行切割，再在鹽水中煮沸。接下來，這些木塊被放置在陰涼處並暴露在風中三年，此時木槐才終於準備好被進行雕刻。每個木塊被雕刻後，會被一層有毒的漆所覆蓋，以防止昆蟲進入，然後用金屬框架固定以防止翹曲。
每個木塊都刻有23行文本，每行有14個字符。 因此，每個木塊，兩邊計算總共包含644個字符。其風格的一致性和一些消息來源表明，是一個人來雕刻了整個系列，但目前相信有一個30人的小組對大藏經進行雕刻。

## 組成
高麗大藏經可分成三個部份，第一部份是高麗高宗時期所造本藏，共1513部6807卷。第二部份是朝鲜高宗2年（1865年），海冥壯雄撰補遺目錄中，增列的15部236卷。第三部份，則是將近一萬塊的雜版。

## 現代版
現代版有47卷，總共1,514本。
| 卷 | 本    | 標題 |
| -- | ----- | --- |
| 32 | 1064  | 由慧苑撰寫: 諺文標題: 신역 대방광불 화엄경 음의, 漢字標題: 新譯大方廣佛華嚴經音義 |
| 34 | 1257  | 後晉僧人可洪撰寫: 漢字標題: 新集藏經音義隨函錄 |
| 35 | 1258  | 北宋太宗撰寫 (976–997): 漢字標題: 御製蓮華心輪回文偈頌 |
| 35 | 1259  | 太宗撰寫: 漢字標題: 御製秘藏詮 |
| 35 | 1260  | 太宗撰寫: 漢字標題: 御製逍遙詠 |
| 35 | 1261  | 太宗撰寫: 漢字標題: 御製緣識 |
| 38 | 1402  | 由高麗王朝高宗在擔任國王統治的第38年由修治收集所撰寫 (1251年): 漢字標題: 高麗國新雕大藏校正別錄 |
| 39 | 1405  | 漢字標題: 大藏目錄 |
| 45 | 1500  | 由連禪師在高麗王朝高宗(1214年–1259年)在任期間收集以及在高麗王朝高宗35年9月(1248年)在慶尚道晉安的全光宰出版附錄: 漢字標題: 南明泉和尚頌證道歌事實                                                              |
| 45 | 1503  | 南唐(952年)李璟就任君主10年期間由張晩和兩名弟子靜和筠的幫助下所撰寫: 漢字標題: 祖堂集 |
| 45 | 1504  | 明朝期間由肇十程收集 (1368–1644): 漢字標題: 大藏一覽集 |
| 46 | 1505  | Written by Hyesim in the 13th year of the reign of King Kojong of the Koryo Dynasty (1226): 漢字標題: 禪門拈頌集                                                                                              |
| 47 | 1507  | 由均如大師撰寫(923年–973年), of the Koryo Dynasty. Ch'ongi (天其) found this passage in Gap Temple (岬寺), in the spring of 1226: 漢字標題: 十句章圓通記                                                      |
| 47 | 1508  | 由均如撰寫: 諺文標題: 석화엄지 귀장 원통초, 漢字標題: 釋華嚴旨歸章圓通鈔 |
| 47 | 1509  | 由均如撰寫: 諺文標題: 화엄경 삼보 장원통기, 漢字標題: 華嚴經三寶章圓通記 |
| 47 | 1510a | 由均如撰寫: 諺文標題: 석화엄 지귀 장원통초, 漢字標題: 釋華嚴旨歸章圓通鈔 |
| 47 | 1510b | Written by Hyŏk Yon-jong (赫連挺), the 1st month of the 29th year of the reign of King Munjong (文宗) of the Koryo Dynasty (1075). 漢字標題: 嚴首座圓通兩重大師均如傳幷序                                     |
| 47 | 1511  | Total of Wang Tzu-ch'eng of the 元朝 (元) (1280–1368) with a foreword by Yi Sun-bo (李純甫) written in 2nd year of the reign of King Kangjong (康宗) of the Goryeo Dynasty (1213): 漢字標題: 禮念彌陀道場懺法 |
| 47 | 1514  | 目錄: 諺文標題: 고려 대장경 보유 목록, 漢字標題 高麗大藏經補遺目錄 |

## 引用作品
- 關, 大眠; Prebish, Charles S. (编). . New York: Routledge. 2010  [2017-07-16]. ISBN 978-0-203-49875-0. （原始内容存档于2021-03-08）. （英文）
- 端布爾, 史提芬. . 牛津: Osprey Publishing. 2003年. ISBN 1-84176-523-6. （英文）

## 外部連結
- 高麗大藏經 (使用電子掃描的大藏經韓國網站) 
- 高麗大藏經 
- National Heritage （英文）
- (海印寺) 國寶32號 （英文）
- 聯合國教科文組織 （页面存档备份，存于） （英文）